# Шубский, Здзислав
Здзи́слав Зби́гнев Шу́бский (пол. Zdzisław Zbigniew Szubski; 26 января 1958, Грудзёндз) — польский гребец-байдарочник, выступал за сборную Польши в конце 1970-х — начале 1980-х годов. Бронзовый и трижды серебряный призёр чемпионатов мира, участник летних Олимпийских игр в Москве, победитель многих регат национального и международного значения. Также известен как тренер по гребле на байдарках и каноэ, главный тренер сборных Греции и Бразилии.

## Биография
Здзислав Шубский родился 26 января 1958 года в городе Грудзёндзе, Куявско-Поморское воеводство. Активно заниматься греблей начал в раннем детстве, проходил подготовку в спортивном клубе «Астория» в Быдгоще.
Первого серьёзного успеха на взрослом международном уровне добился в 1977 году, когда попал в основной состав польской национальной сборной и побывал на чемпионате мира в болгарской Софии, где завоевал бронзовую медаль в зачёте четырёхместных байдарок на дистанции 10000 метров. Год спустя на чемпионате мира в югославском Белграде взял серебро в той же дисциплине, ещё через год на чемпионате мира в немецком Дуйсбурге повторил это достижение. Благодаря череде удачных выступлений удостоился права защищать честь страны на летних Олимпийских играх 1980 года в Москве — в составе двухместного экипажа, куда также вошёл гребец Вальдемар Мерк, на 500 метрах финишировал в финале седьмым.
После московской Олимпиады Шубский остался в основном составе гребной команды Польши и продолжил принимать участие в крупнейших международных регатах. Так, в 1981 году он съездил на чемпионат мира в английский Ноттингем, где вновь стал серебряным призёром в десятикилометровой гонке четырёхместных байдарок. Вскоре по окончании этих соревнований принял решение завершить спортивную карьеру, уступив место в сборной молодым польским гребцам.
Впоследствии перешёл на тренерскую работу, в том числе возглавлял национальные сборные Греции и Бразилии по гребле на байдарках и каноэ. Его сын Себастьян Шубский тоже стал гребцом-байдарочником, выступал за бразильскую национальную сборную на Олимпийских играх в Афинах.